# Nicolas Gougain
Nicolas Gougain est un ancien syndicaliste étudiant et un militant du mouvement LGBT français, né le 27 mars 1984 à Saint-Étienne. Il a été porte-parole de l'association Inter-LGBT de septembre 2010 à septembre 2013. Depuis août 2012, il est membre de la Commission nationale consultative des droits de l'homme.

## Engagement syndical
Nicolas Gougain fait des études de musicologie à l'université Jean-Monnet à Saint-Étienne. Il est membre du bureau national de l'UNEF, chargé des questions de société, de 2005 à 2007. Il est ensuite nommé, en tant que représentant de ce syndicat, vice-président de l'association « Autonomie et solidarité pour les étudiants » par La Mutuelle des étudiants (LMDE). Jusqu'en 2010, il est administrateur de la LMDE, où il est chargé des questions de prévention. Il a travaillé aussi pour la Fédération des conseils de parents d’élèves (FCPE) et la Mutuelle générale de l’Éducation nationale (MGEN).
Il soutient le candidat PS Benoît Hamon à l'élection présidentielle de 2017.
Il siège au sein de la commission LGBT de la Confédération européenne des syndicats (CES) au titre de l’Union nationale des syndicats autonomes.

## Inter-LGBT

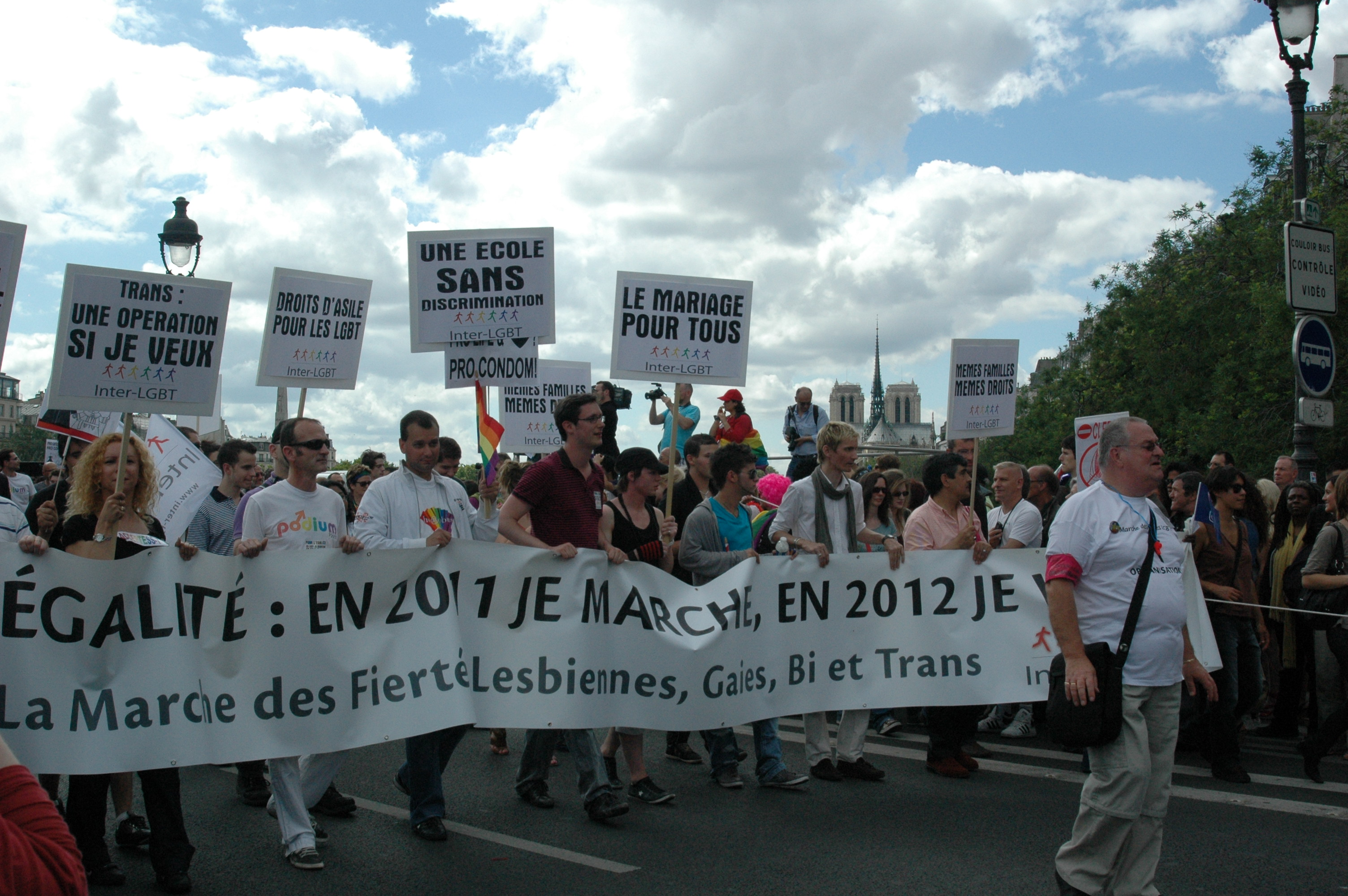
Paris Gay Pride 2011.

De 2008 à 2010, Nicolas Gougain est délégué aux questions d’éducation au sein de l’Inter-LGBT puis en devient le porte-parole. Au mois de novembre 2010 il se déclare « satisfait » de l'arrêt de la Cour de cassation demandant au Conseil constitutionnel de délibérer sur la constitutionnalité de l'interdiction du mariage de personnes de même sexe. Lors de la Marche des fiertés de 2011, il met en avant le vote du Sénat de l'État de New York, qui a reconnu le mariage entre personnes de même sexe, et interpelle l'ensemble des responsables politiques,. En février 2012, il se dit « déçu mais pas surpris » de l'hostilité au mariage entre personnes de même sexe de Nicolas Sarkozy, confirmant la position de François Fillon.   
Lors des débats autour du projet de loi ouvrant le mariage aux couples de personnes de même sexe, Mathieu Nocent et Nicolas Gougain, représentant l'Inter-LGBT, sont reçus par le président de la République François Hollande le 21 novembre 2012. Ils sont aussi auditionnés, ainsi que plusieurs autres associations, à l'Assemblée nationale le 6 décembre 2012. Au cours de cette audition, Nicolas Gougain dénonce des propos « insinuant que “parce que vous êtes homosexuels, parce que vous êtes parents homosexuels, vous remettez en cause la société, vous êtes potentiellement dangereux pour vos enfants” ».
Le 6 février 2013, il est reçu, toujours accompagné de Mathieu Nocent, au Sénat dans le cadre des auditions sur le projet de loi ouvrant le mariage aux couples de personnes de même genre.
Nicolas Gougain est membre du jury de la compétition de courts-métrages 2012 au Festival cinéma et droits humains, organisé par Amnesty International Paris.
Il est remplacé par Nathalie Mestre et Mathieu Nocent en tant que porte-parole de l'Inter-LGBT à partir du 24 septembre 2013. Ils ont été élus pour un an. Nicolas Gougain aura été porte-parole de l'Inter-LGBT durant trois ans (de septembre 2010 à septembre 2013).

## Commission nationale consultative des droits de l'homme
En août 2012, sur proposition de l'Inter-LGBT, Nicolas Gougain est nommé par le Premier ministre Jean-Marc Ayrault au sein de la Commission nationale consultative des droits de l'homme (CNCDH), dont il devient le plus jeune membre. Aux côtés de sa suppléante, la militante trans Laura Leprince, il se félicite notamment de l'adoption de deux avis importants sur les questions LGBT en 2013 : l'avis favorable de la CNCDH sur le projet de loi relatif à l'ouverture du mariage et de l'adoption pour les couples de même sexe et un avis sur les droits des personnes trans. En effet, pour la première fois, une institution de la République française recommande que le changement d'état civil des personnes trans soit déconnecté de tout parcours médical au nom du respect de la dignité des personnes trans et des droits humains fondamentaux. Par cet avis, la CNCDH s'inscrit dans les évolutions des recommandations européennes.

## Publications
- Contribution à l'ouvrage collectif : Géographie des homophobies[18], par Arnaud Alessandrin et Yves Raibaud, collection Armand Colin / Recherches, août 2013,  (ISBN 9782200285517)